# Puig de la Bruixa
El Puig de la Bruixa és una muntanya de 68 metres que es troba al municipi de Sant Mori, a la comarca catalana de l'Alt Empordà.